# 선우중호
선우중호(鮮于仲皓, 1940년 11월 28일 ~ )는 대한민국의 토목공학자이다.

## 이력
본관은 태원(太原)이고 경성부 출생이며 제21대 서울대학교 총장(재임기간 1996년 2월 12일 ~ 1998년 8월 31일)과 제6대 명지대학교 총장(재임기간 2000년 12월 4일 ~ 2004년 12월 3일)을 지냈다.
서울대학교 교수로 재직하던 1986년에 북한에서 금강산댐을 지으면 서울이 물바다가 된다고 발언하여 사회적 파장을 몰고온 바 있다. 당시 TV에 출연하여 63빌딩 미니어처에 절반까지 물을 채운 서울대 교수가 바로 선우중호이다. 국무총리로 발탁된 전임 이수성 총장의 뒤를 이어 서울대학교 총장에 취임하였으나, 딸의 고액과외로 사회적 물의를 일으켜 2년 반만에 사임하였다. 이후, 교육과학기술부의 승인을 얻어 2008년 6월 17일 제5대 광주과학기술원 총장으로 취임하였다.

## 가족 관계
- 아버지: 선우종원(鮮于宗源)

## 학력
- 서울 경기고등학교 졸업
- 서울대학교 토목공학과 졸업
- 캐나다 서스캐처원 대학교 대학원 수문학공학과 공학석사 졸업
- 미국 콜로라도 주립대학교 대학원 수문학공학과 공학박사 졸업

### 명예 박사 학위
- 미국 콜로라도 주립대학교 명예 이학박사
- 중국 하얼빈 대학교 명예 교육학 박사

## 같이 보기
- 평화의 댐

| 전임 이수성 | 제21대 서울대학교 총장 1996년 2월 12일 - 1998년 8월 31일 | 후임 이기준 |

| 전임 송자 | 제6대 명지대학교 총장 2000년 12월 4일 - 2004년 12월 3일 | 후임 정근모 |

| 전임 허성관 | 제5대 광주과학기술원 총장 2008년 6월 4일 - 2012년 6월 3일 | 후임 김영준 |